# フラッシュ・ポイント (映画)
『フラッシュ・ポイント』（原題: Heaven's Fire）は、1999年に製作されたアメリカのテレビ映画。

## キャスト
- ディーン・マッコーネル：エリック・ロバーツ
- クエンティン・ダービー：ユルゲン・プロホノフ
- フィオナ・ダール：カリー・ティミンス
- ミッシェル：ヴィーナス・ターゾ
- ジェレミー・マッコーネル：カイ・エリック・エリクセン
- エイミー・ダール：リサ・マリー・カルク
- オードリー・ローデス：シェイラ・ムーア
- スチュアート・ローデス：ドン・マッケイ
- ジュアン・トレス：クレイグ・ヴェローニ
- エド・コルビー：アルフ・ハンフリーズ
- アル・ウィルクス：ジョン・マクラーレン
- ウォルター・フェーン：スティーブン・メンデル
- ビル・ベックマン：デヴィッド・フレデリックス
- テレル・フィリップス：イングリッド・トランス

## スタッフ
- 製作総指揮：ランス・H・ロビンズ
- 製作：ジェイムズ・ジャヴィック/ショーン・ウィリアムソン
- 監督：デヴィット・ウォーリー・スミス
- 脚本：ロバート・カーシュナー
- 音楽：デディ・ツアー
- 撮影：ゴードン・バーヘイル